# Lars Barfoed
Lars Barfoed (født 4. juli 1957 på Frederiksberg) er en dansk jurist og tidligere politiker, som har repræsenteret Det Konservative Folkeparti i Folketinget fra 2001 til 2015 og været politisk leder for samme parti fra 14. januar 2011 til 2014. Fra 28. juni 2012 til august 2014 var han tillige partiets politiske ordfører. Den 6. august 2014 meddelte Lars Barfoed, at han ville trække sig fra formandsposten, og at den konservative borgmester i Viborg Søren Pape Poulsen ville tiltræde som konstitueret formand indtil partiets landsmøde senere i 2014.
Barfoed var minister for familie- og forbrugeranliggender fra den 18. februar 2005 til den 14. december 2006. Den 10. september 2008 afløste han Carina Christensen som transportminister. Under ministerrokaden den 23. februar 2010 blev han udnævnt til ny justitsminister. Efter at Lene Espersen trak sig som partiformand overtog Barfoed 14. januar 2011 posten som partiets politiske leder og formand, en post han som sagt bevarede indtil 2014.
Lars Barfoed meldte sig sammen med sin hustru, Helle Sjelle, ud af Det Konservative Folkeparti 8. august 2023. 14 dage senere meldte han sig ind i Moderaterne.

## Baggrund
Lars Barfoed er søn af kaptajn Erik Barfoed og kontorassistent Tove Barfoed. Han var elev på Hendriksholm Skole 1964-73 og blev matematisk-samfundsfaglig student fra Statsgymnasiet Schneekloths Skole i 1976. Som ung drømte han om at blive skuespiller, men blev dog cand.jur. fra Københavns Universitet i 1981. Under sit studie var han medlem af Det Juridiske Studienævn på universitetet.
Han har en baggrund i det danske erhvervsliv. Efter at have været juridisk sekretær for den konservative folketingsgruppe fra 1981 til 1982 blev Barfoed sekretær i Dansk Arbejdsgiverforening fra 1982 til 1985. Han var der direktør i Dansk Organisation af Detailkæder (fra 1985 til 1988), Butikshandelens Fællesråd (fra 1988 til 1993), Dansk Handel & Service (fra 1993 til 1994) og senest Finansrådet fra 1994 til 2001.
Barfoed har 3 børn med sin tidligere hustru Susanne Barfoed. Han blev skilt fra hende, da han mødte Vibeke Sylvest Barfoed. Hans andet ægteskab blev indgået i 2008. Han blev separeret fra Vibeke Sylvest 12. marts 2013 efter at hun havde forladt ham og søgt om straksskilsmisse på grund af utroskab. Han har siden 2013 dannet par med tidligere folketingsmedlem for de konservative Helle Sjelle. De blev gift 4. april 2014. Barfoed bor på Frederiksberg. Han spiller desuden golf.

## Politiske karriere
Lars Barfoed var medlem af kommunalbestyrelsen i Rødovre Kommune fra 1978 til 1985.
Han var folketingskandidat for Det Konservative Folkeparti i Rødovrekredsen fra 1983 til 1985, i Ballerupkredsen fra 1992 til 1994 og i Fredensborgkredsen fra 1999.
Han blev midlertidigt medlem af Folketinget for Københavns Amtskreds 4.–31. oktober 1984 og 5. november–13. december 1985.
Ved Folketingsvalget 2001 den 20. november blev Barfoed valgt ind for Frederiksborg Amtskreds. Efter Folketingsvalget 2007 fortsatte han for Nordsjællands Storkreds.
Barfoed var minister for familie- og forbrugeranliggender fra februar 2005 til december 2006.
Hans afgang som minister skyldtes den såkaldte kødskandale, efter at DRs program Kontant i marts 2006 havde afsløret gammelt kød hos en kødgrossist, og at fødevaremyndighederne ikke havde kontrolleret virksomheden i fire år. Barfoed godkendte selv at Fødevarestyrelsen kunne undlade kontrol i ét år.
I april 2006 fik Lars Barfoed stillet et mistillidsvotum, som Dansk Folkeparti ikke stemte for. Men Barfoed måtte acceptere en uvildig undersøgelse. Den 13. december 2006 kom Rigsrevisionens rapport om sagen, hvorefter Dansk Folkeparti trak sin støtte fra Barfoed, og han meddelte, at han gik af som minister.
At Dansk Folkeparti trak sin støtte overraskede Lars Barfoed, og han udtalte:
| „ | Alt, hvad der er gjort på dette område, er sket i samarbejde med Dansk Folkeparti. Det samarbejde vil jeg da gerne takke Dansk Folkeparti for at være med til. Så meget større er min overraskelse over, at Dansk Folkeparti nu stikker halen mellem benene og løber fra det, de selv har været med til at gennemføre. Det, synes jeg, er hyklerisk af Dansk Folkeparti. | “ |

Han var formand for Det Konservative Folkepartis folketingsgruppe i 2008 og blev transportminister den 10. september 2008.
Ved Lars Løkke Rasmussens omfattende ministerrokade blev han den 23. februar 2010 justitsminister; det varede til regeringsskiftet den 3. oktober 2011 efter Folketingsvalget 2011.

### Partiets formand
I 2010 kom Det Konservative Folkepartis leder Lene Espersen under kritik.
Den personsag der kørte, fik halveret partiet i meningsmålingerne,
og nogle røster i det konservative bagland mente at Espersens lederskab burde stoppe.
I december 2010 var der spekulationen om at Lars Barfoed skulle overtage lederskabet af partiet, hvilket han dog først selv afviste.
Barfoed blev dog ny leder den 14. januar 2011, efter at også Brian Mikkelsen havde været på tale.
I folketingsgruppen var Barfoed støttet af Helge Adam Møller, Charlotte Dyremose og Jørgen Lundsgaard.
Barfoed blev formelt formand for Det Konservative Folkeparti den 12. marts 2011 ved et ekstraordinært landsråd.
Straks efter overtagelsen af lederskabet markerede Barfoed sig med en afstandstagen overfor Dansk Folkeparti. Han afviste af de to partier kunne sidde i samme regering efter næste valg og fremdrog de to partiers forskellige holdning til EU med udtalelsen:
| „ | Vi har meget forskellige tilgange til tingene på en række områder, ikke mindst på EU-området. Hvor Dansk Folkeparti er bekymrede for EU og for et tæt samarbejde med andre EU-lande, ser vi det som en mulighed for at styrke Danmark via internationalt samarbejde. Vi ønsker ikke at lukke Danmark inde bag voldgrave; vi ønsker at åbne dørene op til verden. Vi mener, at Danmark som nation bliver stærkere af det, hvor Dansk Folkeparti modsætter sig det tætte europæiske samarbejde. | “ |

I 2011 kørte sagen om det fremtrædende konservative folketingsmedlem Henriette Kjær, der havde rod i privatøkonomien og en anklaget samlever.
Godt en uge efter overtagelsen af lederskabet udtalte Barfoed at han havde fuld tillid til Henriette Kjær,
men et par dage efter meddelte Henriette Kjær at hun stoppede som politisk ordfører og gruppeformand for partiet.
Med Barfoed som formand fik partiet ikke umiddelbart mere støtte blandt vælgerne.
Ved Folketingsvalget 2011 fik Barfoed 8.268 personlige stemmer.
I Fredensborgkredsen fik han 2195 personlige stemmer hvilket var blot omkring 400 ekstra stemmer i forhold til Folketingsvalget 2007.
Fra at have ligget omkring 5,5 procent ved formandsskiftet faldt vælgertilslutningen i meningsmålingen til omkring 3,3 procent i november 2011.
I marts 2012 mente den politiske kommentator i Ekstra Bladet og tidligere konservative formand Hans Engell at det var usandsynligt at Barfoed ville være formand for partiet ved næste valg.
I sin grundlovstale 2012 reflekterede Lars Barfoed over ti års regeringssamarbejde med Venstre. Ifølge Barfoed var det ganske vist med til at flytte Danmark i en mere borgerlig retning, men Det Konservative Folkeparti "måtte betale en pris" i form af, at der var for stor fokus på indvandrerpolitik og for lidt fokus på skattepolitik. Det, mente Barfoed, førte frem til det dårligste valg i årtier for Konservative.
Ved skatteforhandlingerne i sommeren 2012 havde Barfoed drøftelser med regeringen og så mulighed for en bred aftale.
Det var efter at der havde været hvad en kommentator kaldte et dårligt skjult taktisk spil mellem Venstre og regeringen.
Forløbet endte med en bred aftale mellem regeringen, Venstre og De Konservative.
Den politiske kommentator Helle Ib kaldte det en stor sejr for De Konservative.
Ved en efterfølgende meningsmåling gik partiet en smule frem i forhold til en foregående måling.
I Folketinget har Lars Barfoed blandt andet været sit partis kulturordfører, medieordfører og trafikordfører.

### Exit
Lars Barfoeds hustru Helle Sjelle, der er kommunalbestyrelsesmedlem på Frederiksberg, fortalte i august 2023 i en artikel i det lokale medie FrederiksbergLiv, at hun og Lars Barfoed har forladt partiet. Det skyldes først og fremmest de lokale forhold på Frederiksberg. Både Barfoed og Sjelle anfører utilfredshed med den efter valgnederlaget i 2021 nyvalgte borgmesterkandidat Michael Brautsch og dennes ledelse. Lars Barfoed uddybede efterfølgende i en podcast på 24syv, at han gennem noget tid havde overvejet at forlade partiet, som han har været medlem af i 49 år. "Der er ikke længere den midtsøgende og pragmatiske konservatisme, som jeg støtter," sagde han blandt andet.

## Yderligere tillidshverv og udmærkelser
Siden 2006 har Lars Barfoed været Kommandør af Dannebrogordenen.
Barfoed var indtil februar 2009 medlem af VL-gruppe 2 i København.
Lars Barfoed blev i november 2023, af kulturminister Jakob Engel-Schmidt, udpeget til  bestyrelsesformand for  Det Kongelige Teater hvor han  erstattede Bertel Haarder.

## Kontroverser

### Bevæbnede vagter på danske rutefly
I december 2010 oplyste Lars Barfoed, at regeringen agtede at indgå en aftale med de amerikanske myndigheder, som vil muliggøre bevæbnede vagter om bord på flyvninger imellem Danmark og USA.
Beslutningen er blevet kritiseret for at være udtryk for et udenrigspolitisk knæfald og for at være i strid med anbefalinger fra Statens Luftfartsvæsen og den hidtidige EU-linje om, at flysikkerheden først og fremmest skal etableres på landjorden.
I marts 2011 afslørede dokumenter fra WikiLeaks ifølge dagbladet Politiken, at Lars Barfoeds beslutning var resultatet af årelangt diplomatisk pres fra amerikansk side. Lars Barfoed skulle under forhandlingerne med amerikanerne have udtalt, at han "ville sikre sig, at et pilotprojekt ikke vil blive undermineret af Folketinget." Han sagde endvidere, at "offentlige diskussioner om air marshals ville svække muligheden for at sikre Folketingets støtte."
En meningsmåling foretaget i januar 2011 af Epinion for DR Nyheder viste, at 55 % af de adspurgte ikke ville føle sig mere trygge med bevæbnede vagter om bord på fly.